# Povijest Burkine Faso
Povijest Burkine Faso seže u davna vremena. 

## Antička i srednjovjekovna povijest
Područje današnje Burkine Faso bilo je naseljeno od 14000. g. do 5000. g. pr. Kr. plemenima lovaca-sakupljača, a ostaci njihovih alata i oružja za lov pronašao je u sjeverozapadnom dijelu države 1973. g. istraživač Simran Nijjar. Naselja zemljoradnika datiraju iz vremena 3600. g. i 2600. g. pr. Kr., a istraživanja pokazuju da su to bila stalna naselja. Upotreba željeza, keramike i ukrašenog drva razvila se između 1500. g. i 1000. g. pr. Kr., u isto vrijeme kada i zanimanje za duhovne teme što pokazuju ostaci grobova.
Ostaci etničke grupe Dogona, nađeni su na sjeveru i sjeverozapadu zemlje, a smatra se da su područje napustili između 15. i 17. stoljeća. U središnjem dijelu današnje države nalazila su se brojna kraljevstva naroda Mossi, od kojih su najmoćnija bila Wagadogo (Ouagadougou) i Yatenga, nastala najvjerojatnije sredinom 16. stoljeća.

## Kolonizacija
Područje je bilo interes francuskih i engleskih kolonijalnih osvajača. Francuzi su osvojili kraljevstvo Ouagadougou 1896. i ono je postalo francuski protektorat, a područja zapadno i istočno su došla pod francusku kontrolu 1897. nakon borbi i potiskivanja vojske Samori Turea. Do 1898. područje današnje Burkine Faso bilo je nominalno pod kontrolom Francuza, iako su mnoga manja područja bila nesigurna. Sporazumom od 14. lipnja 1898. Francuzi i Englezi su povukli granice kolonija i tako prekinule povremene sukobe. Francuzi su još sljedeći pet godina ratovali protiv lokalnih vladara na tom području. Godine 1904. g. područje porječja rijeke Volte priključeno je koloniji Gornji Senegal i Niger, nastaloj reorganizacijom kolonija u sklopu Francuske Zapadne Afrike. Središte kolonije je postao Bamako.  
Unovačeni vojnici s toga područja sudjelovali su na europskoj fronti u prvom svjetskom ratu. Između 1915. i 1916. na zapadnom području današnje Burkine Faso i graničnim istočnim dijelovima današnjeg Malija nastao je protukolonijalni vojni ustanak (Volta-Bani rat) koji su francuzi ugušili tek nakon što su poslali najveću vojnu ekspediciju u svojoj povijesti.
Francuska Gornja Volta osnovana je 1. ožujka 1919. g. zbog bojazni od ponovnog oružanog ustanka (zbog lošeg ekonomskog stanja), te je tako današnja Burkina Faso odvojena od Gornjeg Senegala i Nigera. Gornja Volta dana 5. rujna 1932. zbog neuspjeha ekonomskih reformi podijeljena je između Bjelokosne Obale, Francuskog Sudana i Nigera. Nakon drugog svjetskog rata ova odluka je poništena, te je 4. rujna 1947. ponovno zaživjela u svojim starim granicama, kao dio Francuske Unije. 

## Nezavisnost
Dana 11. prosinca 1958. kolonija je stekla samoupravu i osnovana je Republika Gornja Volta, a potpunu neovisnost je postigla 1960. g. Država je preimenovana 4. kolovoza 1984. g. u današnje ime.

## Teror nad kršćanima
Do dolaska islamističkih terorista, vjerske zajednice živjele su bez značajnijih izgreda, u zemlji koja je polovica muslimanska, četvrtinom kršćanska, a ostali su pripadnici tradicionalih afričkih religija. Posljednjeg desetljeća zemlja je prekrivena terorom, s izraženim nasiljem prema kršćanima, dok međunarodna zajednica ništa ne poduzima, kako je utvrdila međunarodna papinska dobrotvorna organizacija Crkva u nevolji. 
Od 2016. zemlja se suočava s rastućim valom napada koji su krenuli od sjeverne regije blizu granice s Malijem. Napadi su se proširili na istočnu regiju, blizu granice s Togoom, Beninom i Nigerom te u manjoj mjeri ka zapadu zemlje. Većina napada pripisuje se Skupini za potpor islamu i muslimanima (eng. Group to Support Islam and Muslims, JNIM) koja je prisegnula na odanost Al-Qaedi u islamskom Magrebu, i Ansar ul Islamu, koji je nastao blizu granice s Malijem prosinca 2016. Od svibnja 2019. IS pridaje pobunjeničke aktivnosti na tromeđi Mali-Burkina Faso-Niger svojoj podružnici u zapadnoafričkoj provinciji, a ne onom što je prije bilo znano kao Islamska država Velike Sahare (Islamic State in the Greater Sahara). Teroristi ciljaju na dane i mjesta koji su kršćanima sveti. Pokretači nasilja su islamističke plaćeničke bande koji se od 2015. godine šire iz susjednih država na Burkinu Faso, u koju žele unijeti razdor i nemir napadima na kršćane. Veljače 2019. jednog su svećenika ubili a drugog oteli. Svibnja 2019. islamisti su napali nekoliko crkava i marijansku svibanjsku procesiju pri čemu su ubili 20 ljudi. Na prvu nedjelju Došašća 2019. godine islamisti su napali vjernike protestantske Crkve u Hantoukouri, pri čemu su pobili 14 osoba, među kojima su pastor zajednice i više djece. Brojni su drugi primjeri u kojima su kršćani napadani i protjerani iz svojih sela, te je na djelu još jedna humanitarna katastrofa u zapadnoj Africi.
Teroristi žele podrovati mirni suživot vjerskih zajednica, napadima na kršćanski i muslimanskim mjestima bogoštovlja. Taktiku su im pročitali predsjednik Roch Kaboré  i lokalni biskupi. Islamisti su radi izazivanja sektaškog rada, 11. listopada ubili 15 osoba tijekom molitvi petkom u džamiji Salmossi u pokrajini Oudalanu na granici s Malijem. Džihadisti su ubili nekoliko kršćanskih vjerskih vođa, katolika i protestanata u ciljanim ubojstvima u drugoj polovici 2019. godine, by kao i nekoliko imama na sjeveru zemlje 2015. godine. Burkina Faso nije tek jedna od zemalja u nizu. Bila je primjer mirna suživota raznih vjerskih zajednica za sve države u susjedstvu. Džihadisti žele isprovocirati sukobe među zajednicama, i bacivši Burkinu Faso u kaos, to bi potkopalo sigurnost u Sahelu i susjedstvu.